# PAOK Salonique (féminines)
Cet article concerne la section football féminin du PAOK Salonique. Pour les autres sections, voir PAOK Salonique.
Maillots
Le Panthessaloníkios Athlitikós Ómilos Konstantinoupolitón (en grec moderne : Πανθεσσαλονίκειος Αθλητικός Όμιλος Κωνσταντινουπολιτών / Association sportive thessalonicienne des Constantinopolitains), plus couramment abrégé en PAOK Salonique (en grec moderne : ΠΑΟΚ), est un club grec de football féminin fondé en 2001 et basé dans la ville de Salonique.
Le club est la section football féminin du club omnisports du même nom, le PAOK Salonique.

## Palmarès
| Compétitions nationales |
| --- |
| - Championnat de Grèce féminin (19) : - Champion : 2001-2002, 2005-2006, 2006-2007, 2007-2008, 2008-2009, 2009-2010, 2010-2011, 2011-2012, 2012-2013, 2014-2015, 2015-2016, 2016-2017, 2017-2018, 2018-2019, 2019-2020, 2020-2021, 2021-2022, 2022-2023 et 2023-24 - Vice-champion : 2004-2005 et 2005-2006. - Coupe de Grèce féminine (7) : - Vainqueur : 2001-2002, 2012-2013, 2013-2014, 2014-2015, 2015-2016, 2016-2017 et 2023-2024. |

## Personnalités du club

### Présidents du club
- Ivan Savvidis
- Thanasis Katsaris

### Entraîneurs du club
| - Babis Papoulidis (2001 - 2002) - Chrístos Terzanídis (2002 - 2003) - Theodoros Pagkousis (2003 - 2004) - Giannis Karapanagiotidis (2004 - 2005) - Perica Krstić (2005 - 2007) - Suzana Stanojević (2007 - 2008) | - Katerina Tsiapanou (2008 - 2009) - I. Karaisarlis / Katerina Tsiapanou (2009 - 2010) - Vassilis Paraskevopoulos (2010 - 2012) - Mert Isbilir (2012 - 2013) - Alexandros Katikaridis (2013 - 2016) | - Alexandros Tasoulis (2016 - 2017) - Alexandros Tasoulis / Th. Kapousouzis / Giorgos Mitsas (2017 - 2018) - Perica Krstić (2018 - 2019) - Spyridon Filippou (2019 - ) |